# Saint-Préjet-Armandon
Saint-Préjet-Armandon település Franciaországban, Haute-Loire megyében. Lakosainak száma 110 fő (2022. január 1.). Saint-Préjet-Armandon Chassagnes, Collat, Domeyrat, Frugières-le-Pin, Montclard, Paulhaguet és Vals-le-Chastel községekkel határos.

## Népesség
A település népessége az elmúlt években az alábbi módon változott:
| Lakosok száma | 107  | 93   | 76   | 105  | 102  | 99   | 107  | 113  | 114  | 110  |
|               | 1968 | 1982 | 1990 | 2006 | 2013 | 2015 | 2017 | 2019 | 2020 | 2022 |